# Song Myeong-seob
Dans ce nom coréen, le nom de famille, Song, précède le nom personnel.
Pour les articles homonymes, voir Song.
Song Myeng-seob, né le 29 juin 1984 est un taekwondoïste sud-coréen. Il a obtenu la médaille de bronze lors des Jeux olympiques d'été de 2004 dans la catégorie des moins de 68 kg.
Il remporte ensuite deux médailles aux Championnats du monde en 2005 (argent) et 2007 (bronze).